# Dara Torres
Dara Grace Torres (* 15. April 1967 in Beverly Hills) ist eine US-amerikanische Schwimmerin und Sportkommentatorin.

## Werdegang
Sie ist die einzige US-Schwimmerin, die an fünf Olympischen Sommerspielen (1984, 1988, 1992, 2000, 2008) teilnahm, dabei gewann sie vier Gold-, vier Silber- und vier Bronzemedaillen.
Sie ist auch die älteste Gewinnerin einer olympischen Schwimmmedaille überhaupt. Im Sommer 2008 konnte sie sich als US-Meisterin über 100 Meter sowie als Vizemeisterin über 50 Meter Freistil für ihre fünften Olympischen Spiele qualifizieren.
Mit 14 Jahren schwamm sie ihren ersten Weltrekord, mit 17 Jahren war sie Olympiasiegerin in ihrer Heimatstadt Los Angeles. Mit 25 Jahren hörte sie mit dem Spitzensport auf, um 7 Jahre später in Sydney erneut an den Olympischen Spielen teilzunehmen und 5 weitere Medaillen zu holen. Im April 2006 gebar sie ihre Tochter Tessa. Ihre Qualifikation zu den Olympischen Spielen 2008 in Peking verdanke sie ihren eigenen Auskünften nach einer speziellen Stretching-Methode. In Peking gewann sie in den Disziplinen 4-mal-100-Meter-Freistilstaffel, 50 Meter Freistil und 4-mal-100-Meter-Lagenstaffel jeweils eine Silbermedaille.
Torres war die erste Sportlerin, die in der Swimsuit Issue der Sports Illustrated neben den üblichen Models auftrat und gilt deshalb als eine der glamourösesten Sportlerinnen ihrer Generation.